# Regió Superior Occidental
La Regió Superior Occidental és una de les 10 regions de Ghana. Està situada a l'extrem nord-oest de Ghana, a part de l'antic regne de Dagbon. Té una superfície de 18.476 km² (7a regió per superfície) i el 2010 tenia 702.110 habitants, cosa que la converteix en la regió menys poblada de Ghana. La seva densitat de població és de 38 habitants per quilòmetre quadrat. La seva capital és la ciutat de Wa.

## Geografia

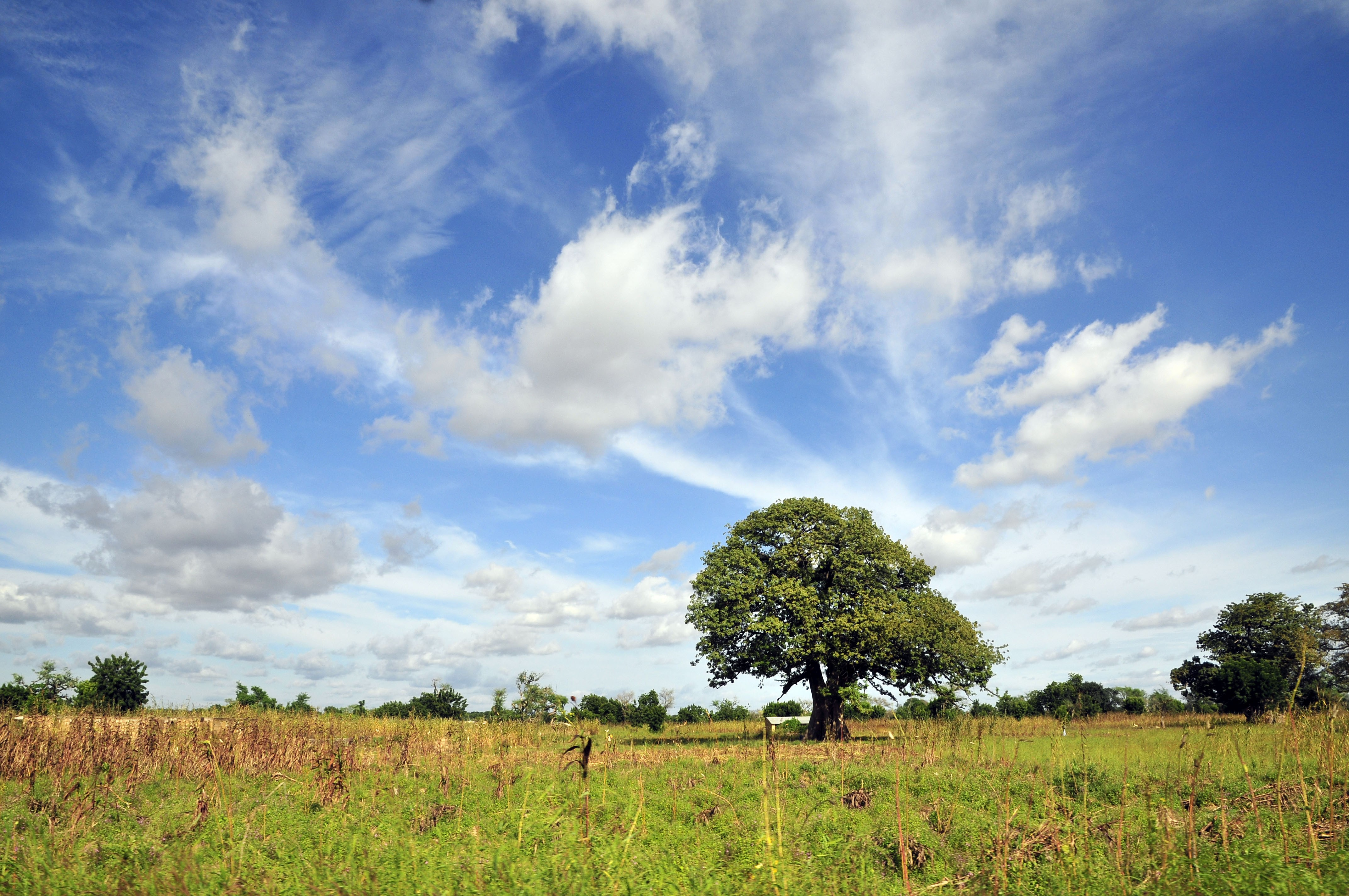
Imatge d'un paisatge de la regió de 2010

La regió Superior Occidental està situada en la sabana i la seva vegetació són herbes i arbusts juntament amb arbres resistents a la sequera com baobabs i dawadawes.
La regió comparteix el clima amb les altres regions del nord de Ghana: té dues estacions la humida i la seca. La primera dura entre principis d'abril i finals d'octubre. L'harmattan és el vent sec que domina durant l'estació seca. Durant els dies més càlids, la temperatura diària pot oscil·lar entre els 15 °C durant la nit i els 40 °C durant el dia.

### Localització i superfície
La regió Superior Occidental és la setena regió més gran de Ghana i té 18.476 km2 (12,7% del total de Ghana). Està localitzada al l'extrem nord-oest del país. Fa frontera amb Burkina Faso al nord i a l'oest, amb la regió Superior Oriental a l'est i amb la regió Septentrional al sud.

## Demografia i població
Els 702.110 habitants que té la converteixen en la regió amb menys població de Ghana. La seva densitat de població és de 38 habitants per quilòmetre quadrat.
Entre el 1984 i el 2000 la regió va experimentar un creixement de la seva població de l'1,7% anual (al conjunt de Ghana fou del 2,7%) L'estructura de la seva població mostra una alta proporció de persones d'edat infantil (menors de 15 anys) (43,4%) i una baixa proporció de persones de més de 64 anys (6,1%). A més a més, també mostra que hi ha més dones que homes, tot i que la proporció no és igual en totes les edats: fins als 19 anys hi ha més homes i a partir dels 20 anys hi ha més dones, a excepció dels majors de 70 anys. El 93,5% dels ghanians de la regió han nascut en la mateixa i el 9,9% són immigrants. Només el 7% han nascut a fora de Ghana. La majoria dels immigrants (43,9%) viuen a la capital de la regió.

### Urbanització

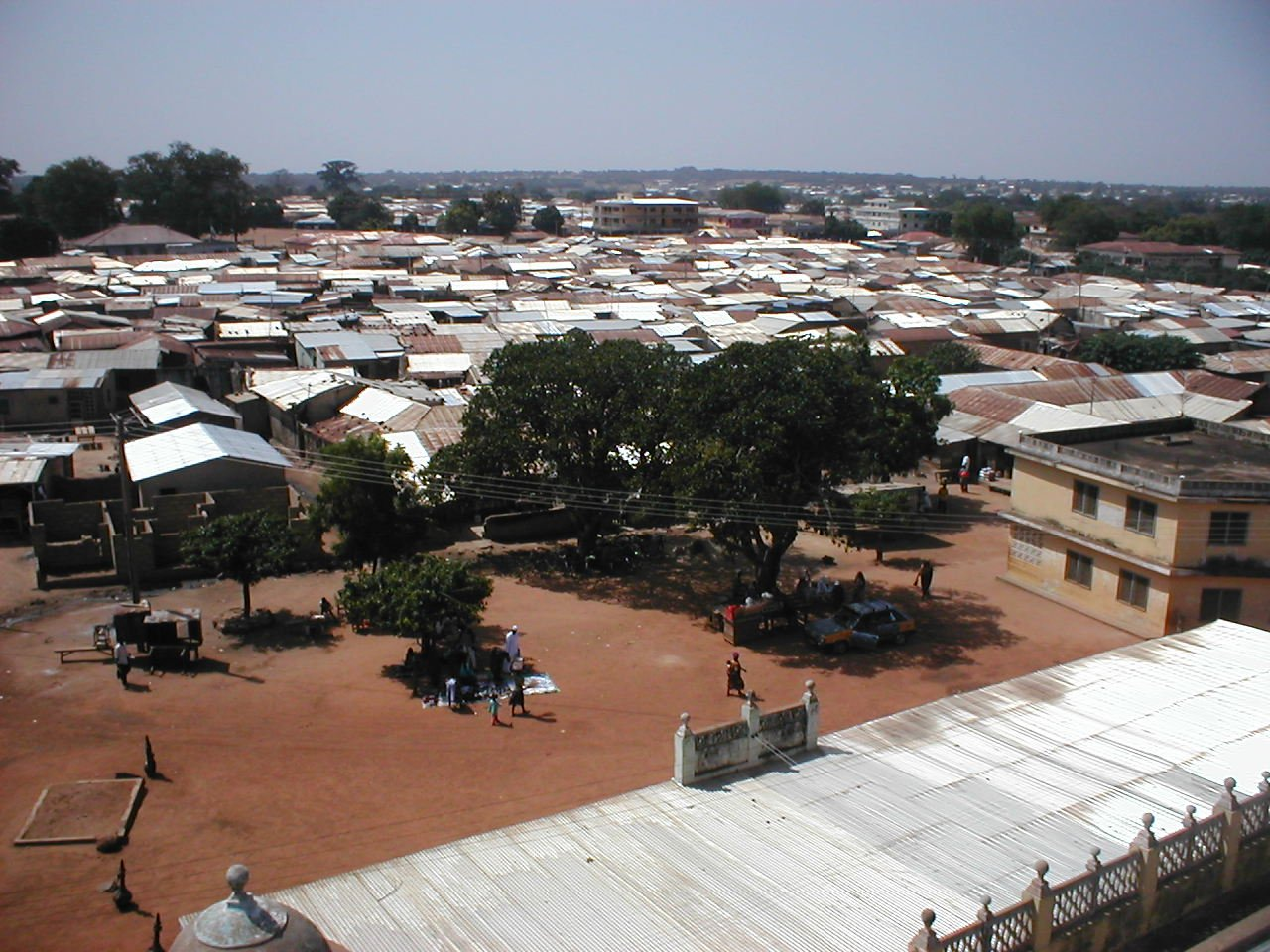
Wa

Només el 17,5% de la població de la regió viuen en un entorn urbà, cosa que la converteix en la segona menys urbanitzada, després de la regió Superior Oriental. El 2000 només hi havia sis centre urbans, que han patit un gran creixement des del 1970. Wa, la capital, ha crescut des dels 13.740 habitants el 1970 fins als 66.644 el 2000. La segona ciutat més gran és Tumu (8.858 habitants el 2000). Jirapa i Nandom són altres ciutats importants de la regió.

### Etnicitat i grups ètnics
El 95,1% dels habitants de la regió han nascut a Ghana, el 2,9% són ghanians naturalitzats, l'1,2% són africans d'altres països de l'ECOWAS i el 0,8% són no africans.
Els dos grups ètnics majoritaris de la regió són els mole dagbons (75,7%) i els grusis (18,4%). Del primer grup ètnic, els subgrups més nombrosos són els wala (16,3%) i els sissales (16%) ho són dels grusis. Els àkans constitueixen el 3,2% dels dels habitants de la regió i la resta són d'altres grups ètnics.
Segons el districte varia molt la distribució dels grups ètnics: els dagaabes (9%) conformen més del 90% dels habitants dels districtes de Nadowli i de Lawra i més del 70% dels habitants de Jirapa-Lambussie. Els sissales són prop del 75% de la població del districte de Sissala i una minoria destacada del de Jirapa-Lambussie (13,5%). La majoria dels wala viuen al districte de Wa, en el que representen més del 40% de la seva població.

### Religió
Els cristians representen el 35,5% de la població de la regió, els musulmans són el 32,2% i els que creuen en religions africanes tradicionals representen el 29,3%. Això significa que gairebé un terç de la població creu en cadascuna d'aquestes confessions.
Segons el districte, però, el nombre de creients en una confessió o altra varia significativament. Per exemple la majoria de la població de Nadawli (58,5%) i de Lawra (56,4%) són cristians. Els islàmics tenen més creients als districtes de Sissala (70,1%) i de Wa (44,4%) i els que creuen en religions africanes són el 44,8% a Jirapa-Lambussie, el 34,1% a Lawra i el 27,1% a Wa.
Els catòlics són el 69,3% dels cristians de la regió, seguits pels pentecostals, que són la segona església cristiana més nombrosa a la regió Superior Occidental. Aquests darrers conformen la majoria dels cristians de Wa.

## Districtes

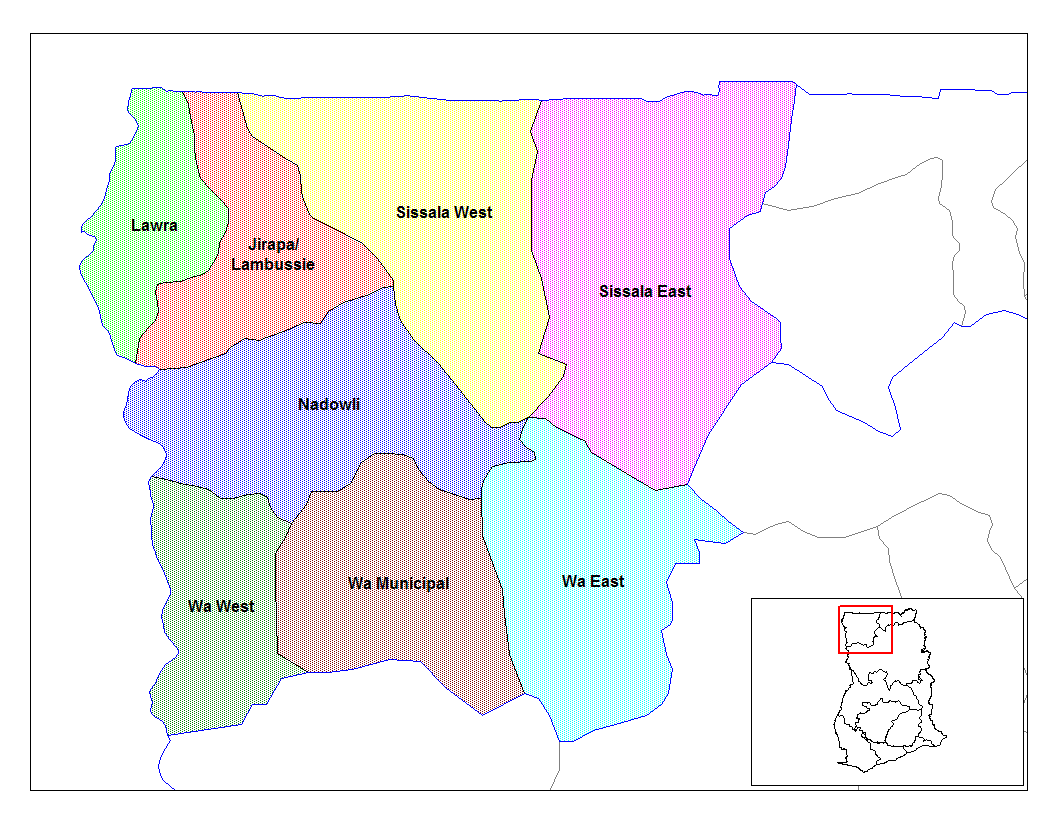
Districtes de la regió Superior Occidental de Ghana

Els districtes de la regió Superior Occidental són:
- Daffiama Bussie Issa
- Jirapa
- Lambussie Karni
- Lawra
- Nadowli Kaleo
- Nandom
- Sissala Oriental
- Sissala Occidental
- Wa Oriental
- Wa
- Wa Occidental

## Economia
La ramaderia és l'activitat econòmica més destacada de la regió. La població activa està ocupada sobretot en el sector agrícola (72,2%). Entre els cultius, destaca el del blat de moro, el del nyam, el de l'arròs, el del mill, el de la soja i el del cotó.

## Educació
El 45,1% dels nens en edat escolar (més grans de sis anys) van a les escoles de primària, el 12,8% fan estudis secundaris i el 5% estudien en altres nivells. El 5,2% fan estudis superiors.
El 73,4% dels majors de 15 anys són analfabets, mentre que la mitjana nacional és del 42,1%. Segons el cens del 2000, només el 25,4% estan alfabetitzats en anglès o una llengua nacional: el 13,4% ho estan només en anglès i el 10,9% ho estan en anglès i una llengua africana.

## Cultura

### Llengües
Les llengües més parlades a la regió són el dagaare, el sissali, el wale i el lobi.

### Turisme
Entre els centre turístics de la regió Superior Occidental, cal destacar el Palau de Naa, de la ciutat de Wa, la Mesquita de Dondoli Sudamic, el Palau de Jirapa Naa, l'església gòtica de Nandom, el Santuari d'hipopòtams de Wechiau, la muralla de defensa contra l'esclavitud de Gwollu, les coves en les que s'amagaven per evitar les captures dels esclavistes i la tomba de George Ekem Ferguson.

### Festes
Els festivals més destacats de la regió són el Kobine, el Kakube, el Zumbeti, el Willa, el Dumba, el Paragbiele, el Bagre, el Kala, el Bogngo i el Singma.

### Cuina
El pito és una beguda alcohòlica derivada del mill que és pròpia de la regió que és beguda en carabasses.

### Esports
- All Stars F.C. Club de futbol que juga a la premier league de Ghana.